# Либьонж
Лѝбьонж (на полски: Libiąż) е град в Южна Полша, Малополско войводство, Хшановски окръг. Административен център е на градско-селската Либьонжка община. Заема площ от 35,85 км2.

## Население
Според данни от полската Централна статистическа служба, към 1 януари 2014 г. населението на града възлиза на 17 355 души. Гъстотата е 484 души/км2.